# معاليه شمرون
معاليه شمرون (بالعبرية: מַעֲלֵה שׁוֹמְרוֹן) (بالإنجليزية: Ma'ale Shomron)‏ مستوطنة مجتمعية إسرائيلية، أقيمت شرق محافظة قلقيلية شمال الضفة الغربية، وتقع إداريًا ضمن اختصاص مجلس شمرون الإقليمي. في عام 2018 كان عدد سكانها 1,012 مستوطنًا.

## الجانب القانوني
يعتبر المجتمع الدولي المستوطنات الإسرائيلية في الضفة الغربية غير قانونية بموجب القانون الدولي، لكن الحكومة الإسرائيلية تعارض ذلك.